# Rudolf Sommer (Politiker, 1872)

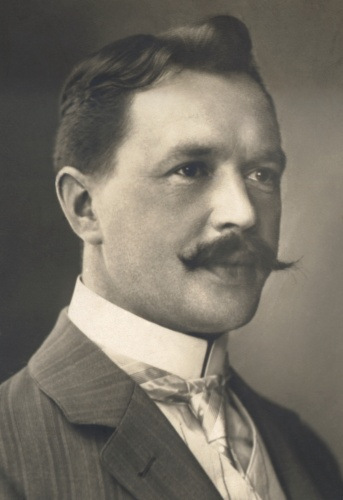
Rudolf Sommer

Rudolf Sommer (* 12. April 1872 in Olmütz (Olomouc), Mähren; † 20. Januar 1919 ebenda) war ein mährisch-österreichischer Politiker der Deutschradikalen Partei. Er war von 1905 bis 1918 Abgeordneter zum österreichischen Reichsrat und von 1918 bis zu seinem Tod Mitglied der Provisorischen Nationalversammlung für Deutschösterreich.

## Ausbildung und Beruf
Der Sohn eines Schusters ging nach der Volksschule an das deutsches Staatsgymnasium in Olmütz, wo er 1891 maturierte. Nach dem Wehrdienst blieb er Reserveoffizier (1893 Leutnant) bis zum Ablauf seiner Dienstpflicht im Jahr 1903. Ab 1892 studierte er an der philosophischen Fakultät der Universität Wien Geschichte und Geographie, 1896 wurde er zum Dr. phil. promoviert. Nach einem Jahr als Supplent an der deutschen Staatsrealschule in Brünn wurde er 1898 Professor für Geographie und Geschichte an der Handelsakademie in Olmütz.
Seit seiner Studienzeit betätigte sich Sommer in deutschnationalen und antisemitischen Vereinen. Im Rahmen der Los-von-Rom-Bewegung, deren prominenter Verfechter er war, trat er 1901 von der römisch-katholischen Kirche zur Evangelischen Kirche Augsburgischen Bekenntnisses (A.B.) über. Er war Obmann des Deutschen Vereins in Olmütz sowie 1903 Gründungsmitglied und Mitglied der Bundesleitung des Deutsch-Evangelischen Bunds für die Ostmark in Wien. Im Jahr 1906 wurde er Mitglied der Bundesleitung des Bunds der Deutschen Nordmährens.
Im Ersten Weltkrieg diente Sommer zunächst an der Ostfront, dann als Oberleutnant im Landesverteidigungsministerium.

## Politische Karriere
Sommer war von 1903 bis 1918 Mitglied der Stadtvertretung von Olmütz. Bei der Ersatzwahl nach dem Rücktritt des bisherigen Abgeordneten Franz Hofmann wurde er 1905 als Vertreter der Stadt sowie der Handels- und Gewerbekammer Troppau ins damals noch nach „Kurien“ gegliederte Abgeordnetenhaus des österreichischen Reichsrats gewählt. Dort schloss er sich der Freien Vereinigung der alldeutschen Abgeordneten (Frei-Alldeutsche) an, die sich von Georg von Schönerers Alldeutscher Vereinigung abgespaltet hatte.
Nach der Einführung des allgemeinen Männerwahlrechts gewann Sommer bei der Reichsratswahl 1907 als Kandidat der inzwischen in Deutschradikale Partei umbenannten Frei-Alldeutschen das Abgeordnetenmandat des Wahlbezirks Schlesien 1, der die Stadt Troppau umfasste. Dieses verteidigte er auch bei der Reichsratswahl 1911. Die Reichsratsabgeordneten der Deutschradikalen Partei gehörten seit 1910 zum Deutschen Nationalverband, innerhalb der Sommer ab 1913 als Obmann-Stellvertreter der Deutschradikalen Vereinigung amtierte.
Von 1906 bis 1918 war er auch Abgeordneter zum Mährischen Landtag, wo er 1914 zum informellen, parteiübergreifenden Leitungsgremium der „Neun“ gehörte. Sommer war 1910 Mitbegründer und anschließend Vorsitzender des Verbands der Freiheitlichen deutschen Parteien in Schlesien. Er wandte sich von seinen früheren antisemitischen Positionen ab und nahm eine staatstragende Haltung ein.
Im Zuge des Zerfalls der Habsburgermonarchie bildeten die Reichsratsabgeordneten der deutschsprachigen Gebiete Cisleithaniens eine Provisorische Nationalversammlung für Deutschösterreich, der Sommer vom 21. Oktober 1918 bis zu seinem Tod am 20. Januar 1919 angehörte. Dort saß er im Verband der deutschnationalen Parteien (DnP).